# USAC National Championship 1975
USAC National Championship 1975 var ett race som vanns av A.J. Foyt.

## Delsegrare
| Bana             | Vinnare           |
| ---------------- | ----------------- |
| Ontario          | A.J. Foyt         |
| Ontario          | Wally Dallenbach  |
| Ontario          | A.J. Foyt         |
| Phoenix          | Johnny Rutherford |
| Trenton          | A.J. Foyt         |
| Indianapolis 500 | Bobby Unser       |
| Milwaukee        | A.J. Foyt         |
| Pocono           | A.J. Foyt         |
| Michigan         | A.J. Foyt         |
| Milwaukee        | Mike Mosley       |
| Michigan         | Tom Sneva         |
| Trenton          | Gordon Johncock   |
| Phoenix          | A.J. Foyt         |

## Slutställning
| Plats | Förare             | Poäng |
| ----- | ------------------ | ----- |
| 1     | A.J. Foyt          | 4920  |
| 2     | Johnny Rutherford  | 2900  |
| 3     | Bobby Unser        | 2480  |
| 4     | Wally Dallenbach   | 2305  |
| 5     | Billy Vukovich Jr. | 2080  |
| 6     | Tom Sneva          | 1830  |
| 7     | Roger McKluskey    | 1675  |
| 8     | Steve Krisiloff    | 1630  |
| 9     | Pancho Carter      | 1375  |
| 10    | Gordon Johncock    | 1280  |
| 11    | John Martin        | 1180  |
| 12    | Mike Mosley        | 1020  |